# Joseph Lister
Lord Joseph Lister, 1º Barone di Lister (Upton, 5 aprile 1827 – Walmer, 10 febbraio 1912), è stato un medico britannico.
Professore di chirurgia, fu l'inventore e il propugnatore del metodo dell'antisepsi, rivoluzionando, non senza gravi contrasti, l'atteggiamento e l'approccio dei chirurghi alla pratica operatoria.

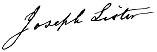
La firma di Joseph Lister

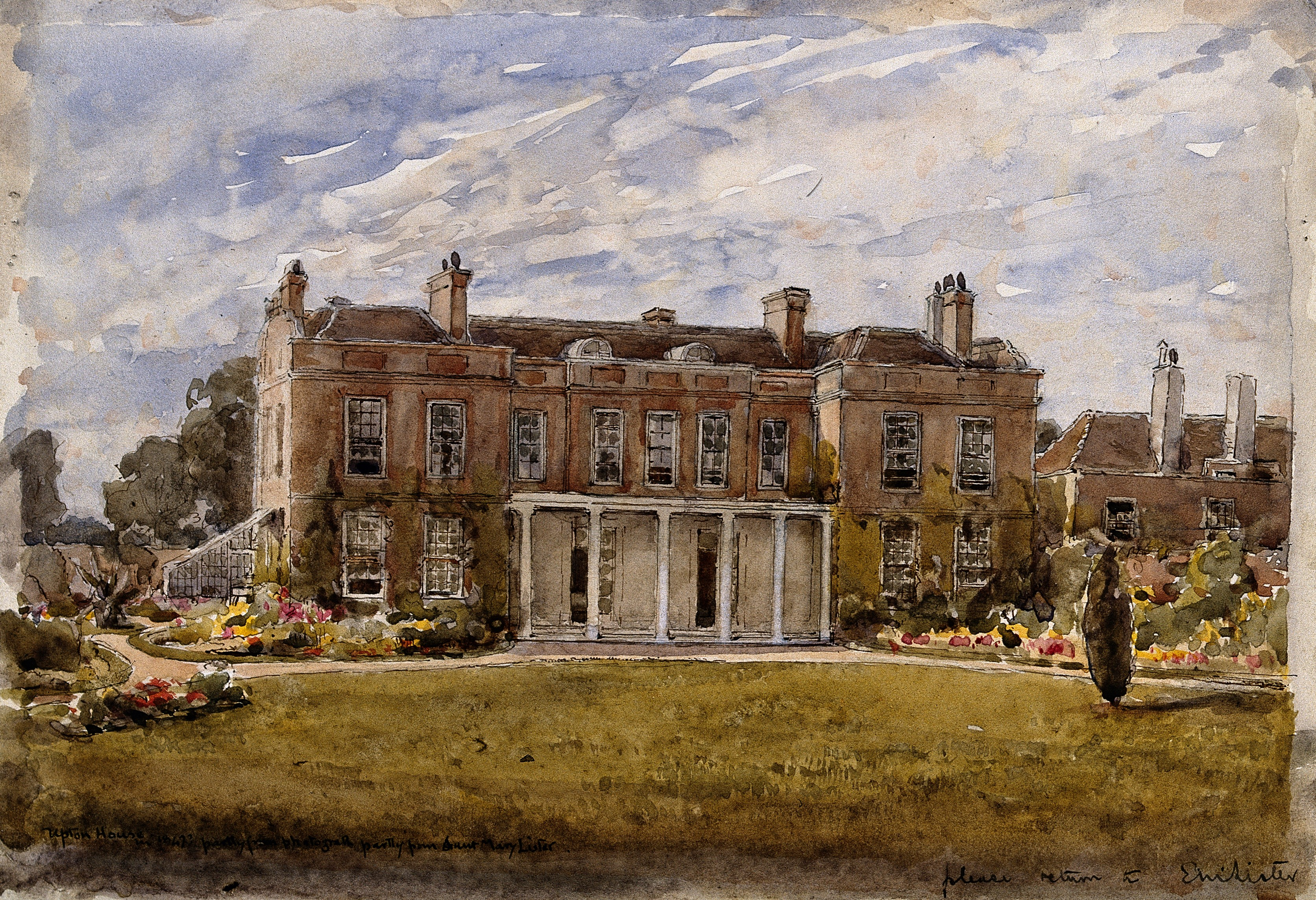
Upton House, West Ham; la casa in cui nacque Lister

## Biografia
Joseph Lister nacque il 5 aprile 1827 in un'agiata famiglia quacchera a Upton, nell'Essex, figlio di Joseph Jackson Lister, pioniere nell'utilizzo del microscopio composto (fu il primo che misurò accuratamente il diametro dei globuli rossi). Alle scuole quacchere imparò a parlare fluentemente francese e tedesco, che erano a quel tempo le lingue principali della ricerca medica.
Frequentò l'Università di Londra, una delle poche permesse ai quaccheri in quel tempo. Inizialmente studiò nella facoltà di Lettere, ma all'età di 25 anni si laureò con lode in medicina ed entrò nel "Royal College of Surgeons". Nel 1854 Lister divenne primo assistente ed amico del chirurgo James Syme di Edimburgo, considerato allora il miglior chirurgo della Scozia. Ad Edimburgo, al “Royal Infirmary”, dotato di 200 posti letto per malati chirurgici, Lister trovò l'ambiente ideale per mettere a profitto le sue doti di chirurgo e ricercatore. In quegli anni compì una serie di esperimenti sulla infiammazione e sulla coagulazione del sangue. Nel 1857 presentò alla Royal Society un lavoro intitolato “I primi stadi dell'infiammazione” nel quale descriveva le sue osservazioni su ferite sperimentali indotte su ali di pipistrello e zampe di rana. Questi tessuti erano scelti in quanto trasparenti, per cui la coagulazione del sangue e gli altri processi associati con la infiammazione e la guarigione potevano essere visualizzati con il microscopio. Nel 1867 scoprì l'uso dell'acido fenico, che divenne l'antisettico più usato al mondo per chirurgia. Successivamente lasciò i quaccheri, entrò nella Chiesa Episcopale Scozzese e sposò Agnes, figlia di Syme. Durante il loro viaggio di nozze passarono tre mesi a visitare i principali centri medici in Francia e in Germania: Agnes si innamorò della ricerca medica e visse accanto a lui come ricercatrice per il resto della vita.
Dopo un periodo trascorso all'Università di Glasgow, dove aveva vinto la cattedra di chirurgia, tornò all'Università di Edimburgo (1869-1877) come successore di Syme e continuò a sviluppare metodi sempre più avanzati della antisepsi. Nel 1877 divenne professore di chirurgia al "King's College Hospital" di Londra, dove si recò con quattro assistenti, tra cui William Cheyne, e praticò con successo la chirurgia dei nervi e del cervello e migliorò la tecnica della mastectomia, cioè l'asportazione della mammella per tumore.
Si ritirò dalla vita professionale quando sua moglie morì nel 1893 in Italia, durante una delle poche vacanze che si erano concessi. Malgrado la depressione conseguente e un ictus che lo colse, di tanto in tanto fece pubbliche apparizioni.
Morì il 10 febbraio 1912 nella sua casa di campagna a Walmer nel Kent, all'età di 84 anni.
Dopo il funerale nell'Abbazia di Westminster le sue spoglie furono tumulate nel cimitero di Hampstead, Fortune Green, a Londra, nel lato sud-ovest della cappella centrale.

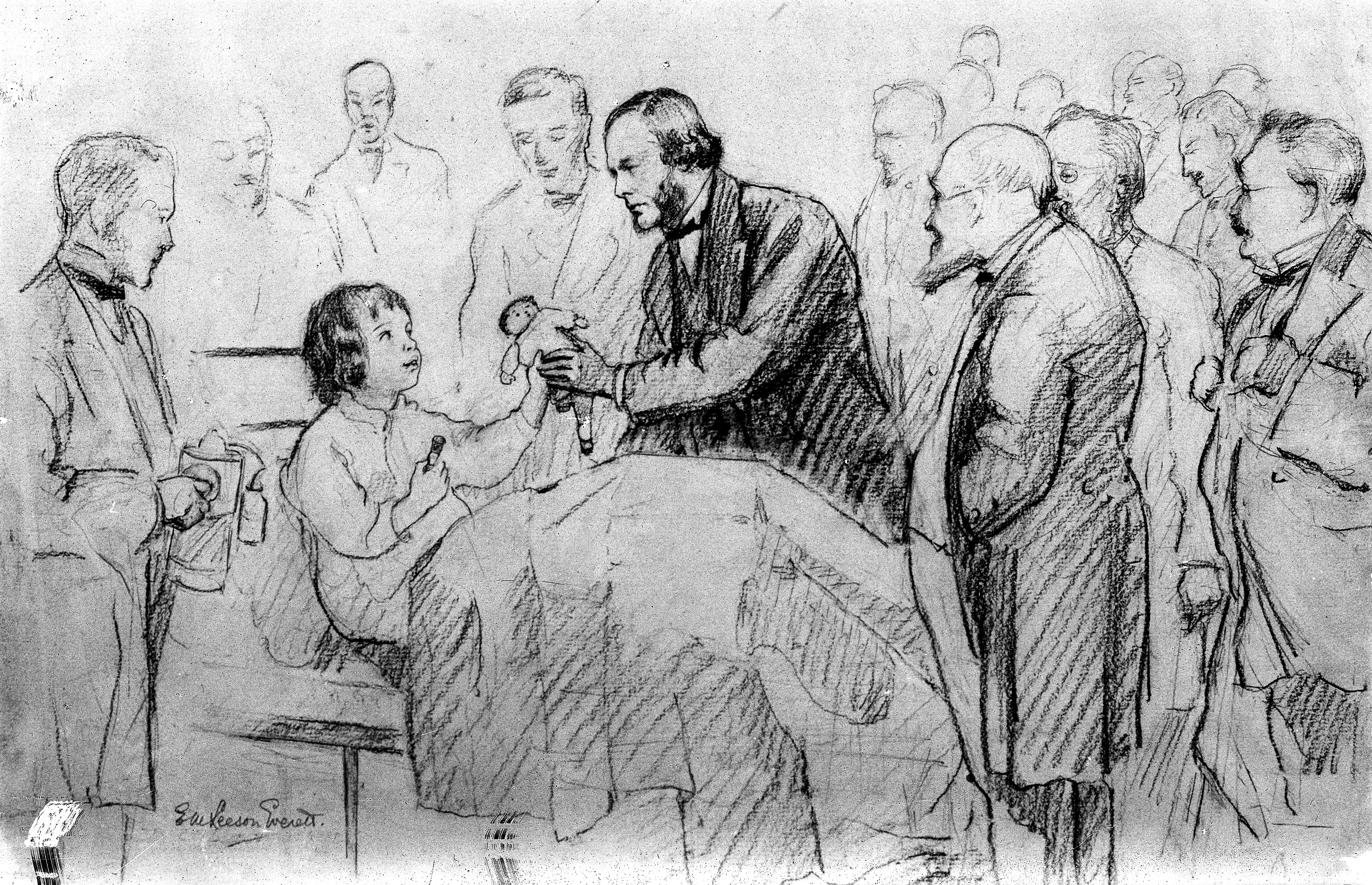
Lister al capezzale di un bambino; disegno di Leeson Everette

## La chirurgia del XIX secolo
Quando nel 1843 Lister entrò nell'Università, gli studi della facoltà medica vertevano essenzialmente sulla medicina e pochissimo sulla chirurgia. Ciò rifletteva un secolare divario tra i medici, che erano culturalmente preparati e in grado di emettere giudizi diagnostici e suggerire presidi terapeutici, e i chirurghi, che erano manuali esecutori di indicazioni e considerati “barbieri”. Fino al 1743 i chirurghi erano associati ai barbieri: nel 1745 a Londra la "Company of Barber-Surgeon" fu sostituita dall'"Associazione dei Chirurghi" che con il tempo acquisì una fisionomia simile al "Royal College" dei medici. Peraltro ancora oggi in Inghilterra, almeno a livello di titolo, esiste una distinzione: gli inglesi chiamano il medico dottore (Doctor o Dr.) e il chirurgo signore (Mister o Mr.).
Un pioniere della vera chirurgia fu Ambroise Paré (1510-1590), anatomista e chirurgo di guerra, che inoltre soleva affermare: “Io opero, ma Dio guarisce”.
Il XIX secolo era l'epoca in cui i maestri della chirurgia operavano in anfiteatri pieni di studenti e di semplici osservatori, in abiti normali, con strumenti incrostati di sudiciume mischiato a residui di liquidi biologici di precedenti interventi. Uomini insensibili allo strazio che causavano ai pazienti operandoli senza alcuna anestesia e la cui fama ed abilità era legata esclusivamente alla rapidità con cui portavano a termine gli interventi: necessaria a limitare le conseguenze drammatiche del dolore sui malcapitati che finivano nelle loro mani ma il cui destino comunque era segnato dalla infezione inevitabile che accompagnava ogni pratica chirurgica.

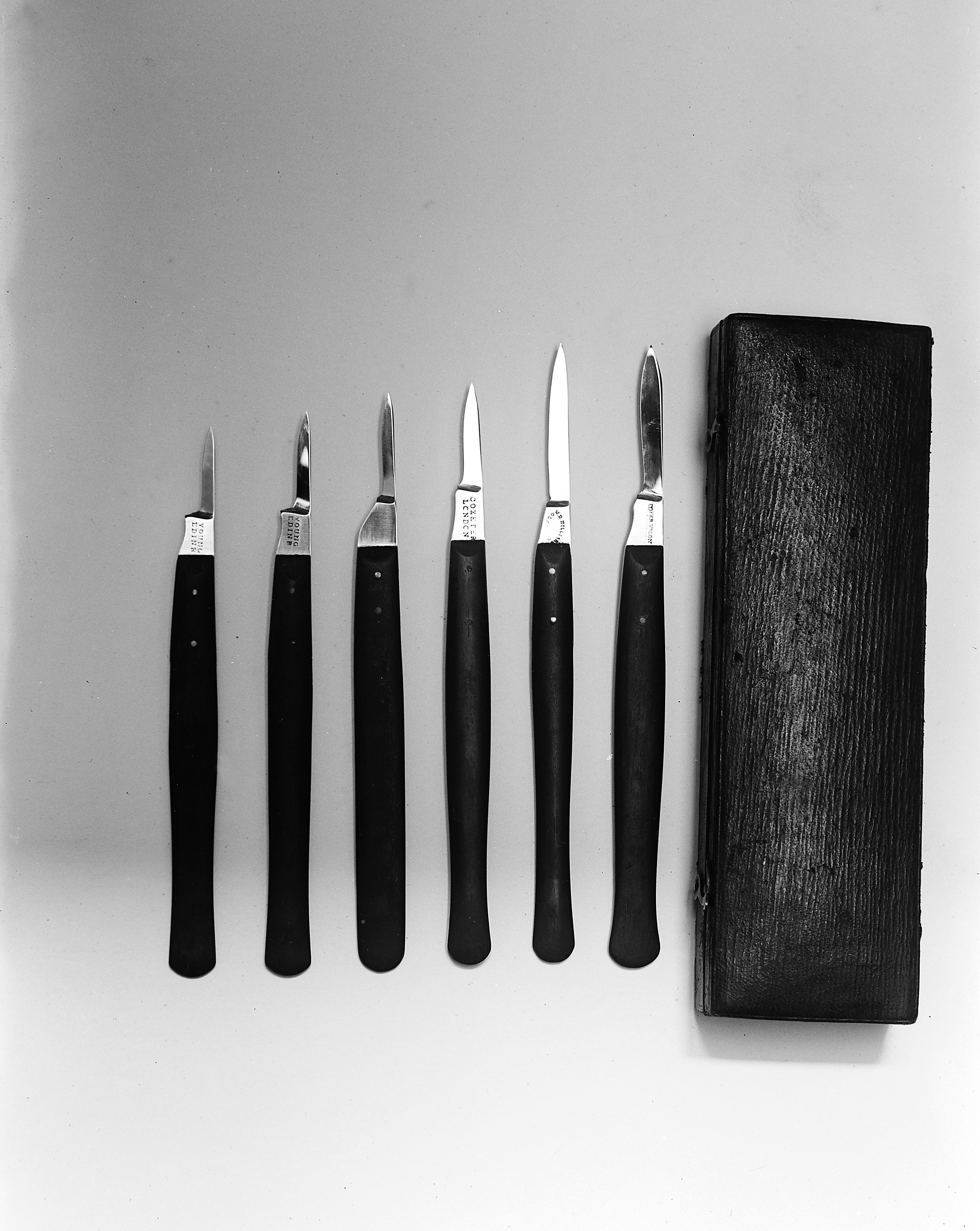
Sei bisturi con la custodia usati da Lister

Questo spiega perché in un grande ospedale dell'epoca, il Massachusetts Hospital di Boston, famoso nella storia della chirurgia perché il professor John Collins Warren il 16 ottobre 1846 operò per la prima volta un paziente in anestesia generale, nel periodo che va dal 1821 al 1846 furono praticati solo poco più di 300 interventi (una media di un intervento al mese).
La scoperta dell'anestesia, pur straordinaria perché eliminava il dolore, avrebbe comunque inciso in modo trascurabile sulla mortalità post-operatoria, altissima per le condizioni igieniche in cui venivano praticati gli interventi e che determinavano fatalmente una infezione (concettualmente sconosciuta all'epoca) spesso letale.
Ed i chirurghi da sempre e per la maggior parte erano insensibili a questa tragica fatalità. Qualcuno, dotato di una sensibilità diversa, era ossessionato da questa sconosciuta e temuta complicazione mortale sia che la definisse "febbre puerperale" come Ignaz Philipp Semmelweis, o che fosse la "gangrena ospedaliera" come per Lister.
John Bell ci ha lasciato a tal proposito un'importante e cruda testimonianza dello svolgimento delle operazioni chirurgiche al tempo. Gli strumenti erano spesso sporchi di liquido biologico di altri pazienti o venivano puliti con il semplice ausilio di un panno. La sala operatoria era gremita di studenti (al tempo, le operazioni non erano molte, soprattutto per le scarse probabilità di sopravvivenza al periodo post operatorio, ciò prima che Lister introducesse le tecniche di antisepsi).
In ogni modo, il principio dominante che regolava il comportamento dei chirurghi prima dell'epoca di Lister si compendiava essenzialmente nell'evitare l'esposizione della ferita all'aria, considerata la causa di ogni infezione.
James Young Simpson, scopritore degli usi in campo anestetico del cloroformio, basandosi sull'osservazione che i casi di infezione erano molto più numerosi negli ospedali sovraffollati delle città inglesi che nelle campagne, dove solitamente il malato veniva curato in casolari (ivi era infatti meno probabile il contagio batterico), propose a gran voce, invece, di radere al suolo gli ospedali, in favore di edifici più piccoli. Queste costruzioni sarebbero dovute essere realizzate in ferro, in modo tale da poter essere distrutte e ricostruite nel tempo. Chiaramente una simile strategia avrebbe richiesto finanziamenti straordinari e difficilmente sarebbe potuta essere attuata.

## La scoperta dell'antisepsi

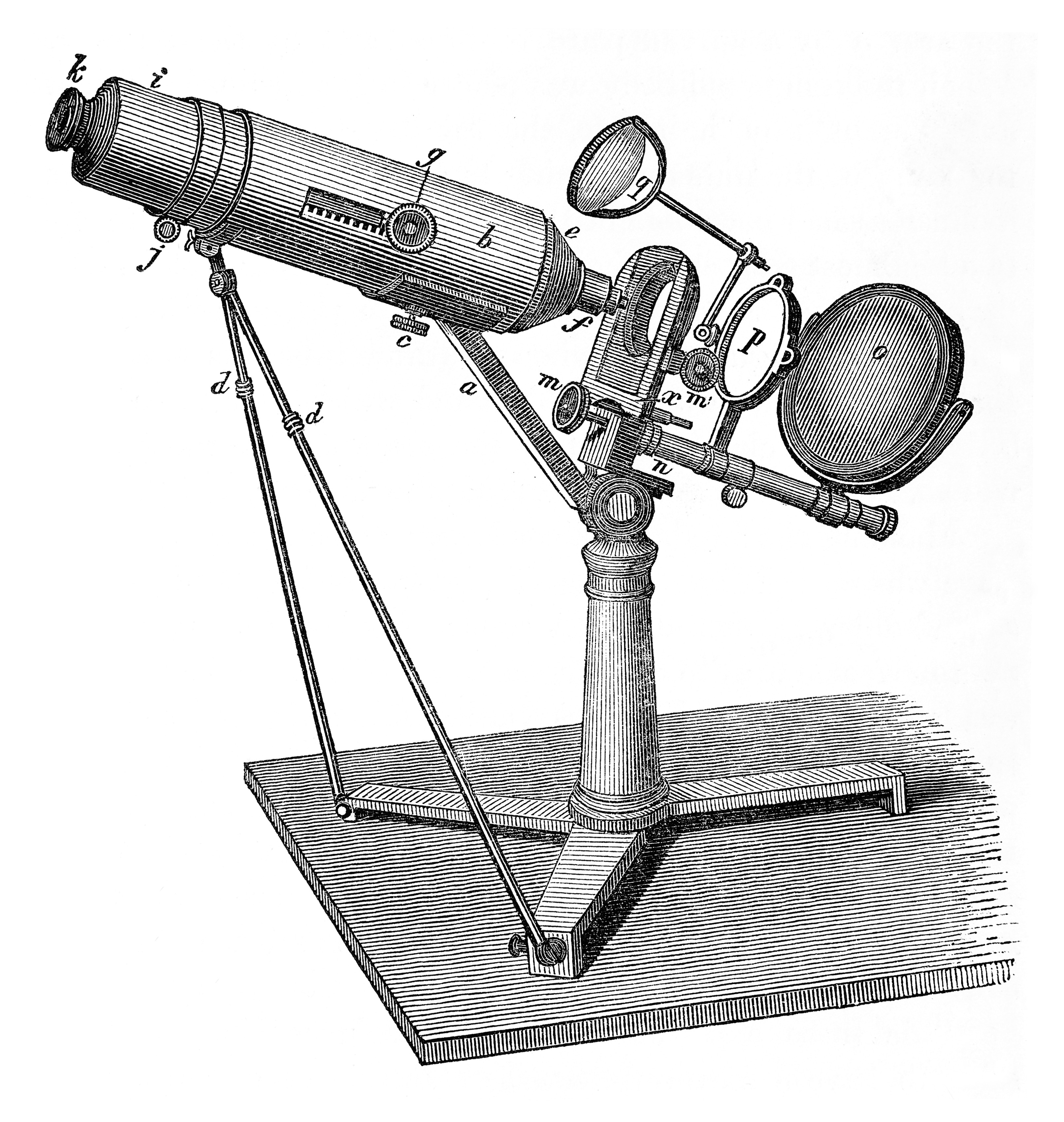
Microscopio di Lister

Lister aveva notato che la gangrena, molto diffusa in ambiente ospedaliero, era piuttosto rara all'esterno. Ciò lo aveva indotto a ritenere che la malattia, caratterizzata dalla putrefazione dei tessuti, era dovuta non tanto a ipotetici "gas venefici" contenuti nell'aria (teoria del miasma), quanto al fatto che "qualcosa la trasmetteva" da un paziente all'altro.
Qualcosa presente nell'aria, nelle fasciature che venivano utilizzate ancora sporche per più pazienti, nei ferri chirurgici sommariamente scrostati dal sudiciume prima dell'utilizzo, nelle mani o negli abiti del chirurgo?
Un suo amico e collega universitario, T. Anderson, gli consigliò la lettura dell'opera di un chimico francese, Louis Pasteur che in quegli anni aveva dimostrato come la fermentazione di alcuni liquidi fosse legata a batteri in essi presenti e come la bollitura fosse capace di bloccarla. Lister ebbe il pregio di intuire che nelle ferite avveniva qualcosa di simile alla fermentazione studiata da Pasteur arrivando alla conclusione che bisognava cercare il modo di impedire la putrefazione delle ferite analogamente a quanto faceva il calore impedendo la fermentazione.
Nel 1860 due chimici, Lamaire e Calvert, separatamente avevano sintetizzato una sostanza, il fenolo da adoperare come deodorante e disinfettante per le fogne.
Nel 1865 Lister decise di utilizzare il fenolo (all'epoca chiamato acido carbolico e poi acido fenico) su una frattura esposta, patologia drammatica perché inevitabilmente si concludeva con la morte per gangrena, o quanto meno con l'amputazione dell'arto interessato. Egli continuò ad utilizzare l'acido fenico nelle fratture ossee esposte, una patologia allora molto frequente a Glasgow, città in via di rapido e caotico sviluppo industriale. Le fratture, essenzialmente degli arti, avvenivano per incidente sul lavoro o stradale e i pazienti giungevano in ospedale in così gravi condizioni che l'unico tentativo per salvare la vita era l'amputazione. L'obiettivo di Lister era di prevenire la suppurazione e di salvare l'arto, stando però in vigile attenzione per cogliere i primi segni di un eventuale insuccesso del trattamento antisettico. Le varie fasi operatorie seguivano uno schema prefissato. Inizialmente si rimuovevano i coaguli di sangue ed eventuali corpi estranei, poi si detergeva la ferita con acido fenico concentrato per distruggere tutti i germi (l'acido fenico ne causa infatti la precipitazione della componente proteica). Quindi si applicava sopra la ferita, per evitare successive contaminazioni, una garza imbevuta di acido fenico. Successivamente si copriva il tutto con un sottile strato di stagno o con un disco di piombo, con l'intento di evitare l'evaporazione dell'antisettico. Infine la medicazione veniva fissata da strisce adesive. Sopra la ferita si formava una crosta spessa ed aderente costituita da sangue e acido fenico che rimaneva in loco per molti giorni; le sue proprietà protettive venivano ripristinate di tanto in tanto versandoci sopra acido fenico puro, dopo aver rimosso parzialmente il rivestimento metallico. Tuttavia questa medicazione aveva dei limiti: infatti l'acido fenico puro era altamente irritante per i tessuti sani circostanti la ferita. Lister cercò allora di attenuare questa azione collaterale diluendo l'acido fenico sia in acqua che in olio. La soluzione acquosa, più debole e labile di quella oleosa serviva per la disinfezione iniziale delle ferite, mentre quella oleosa veniva applicata successivamente. Lister sperimentò anche una specie di cataplasma costituito da calce e da una soluzione di acido fenico in olio di semi di lino.
Lister pubblicò i risultati su questo nuovo metodo di cura delle fratture sulla prestigiosa rivista The Lancet. Era il 16 marzo 1867 e nel titolo dell'articolo: Antiseptic Principle of the Practice of Surgery apparve per la prima volta il termine "antisepsi".

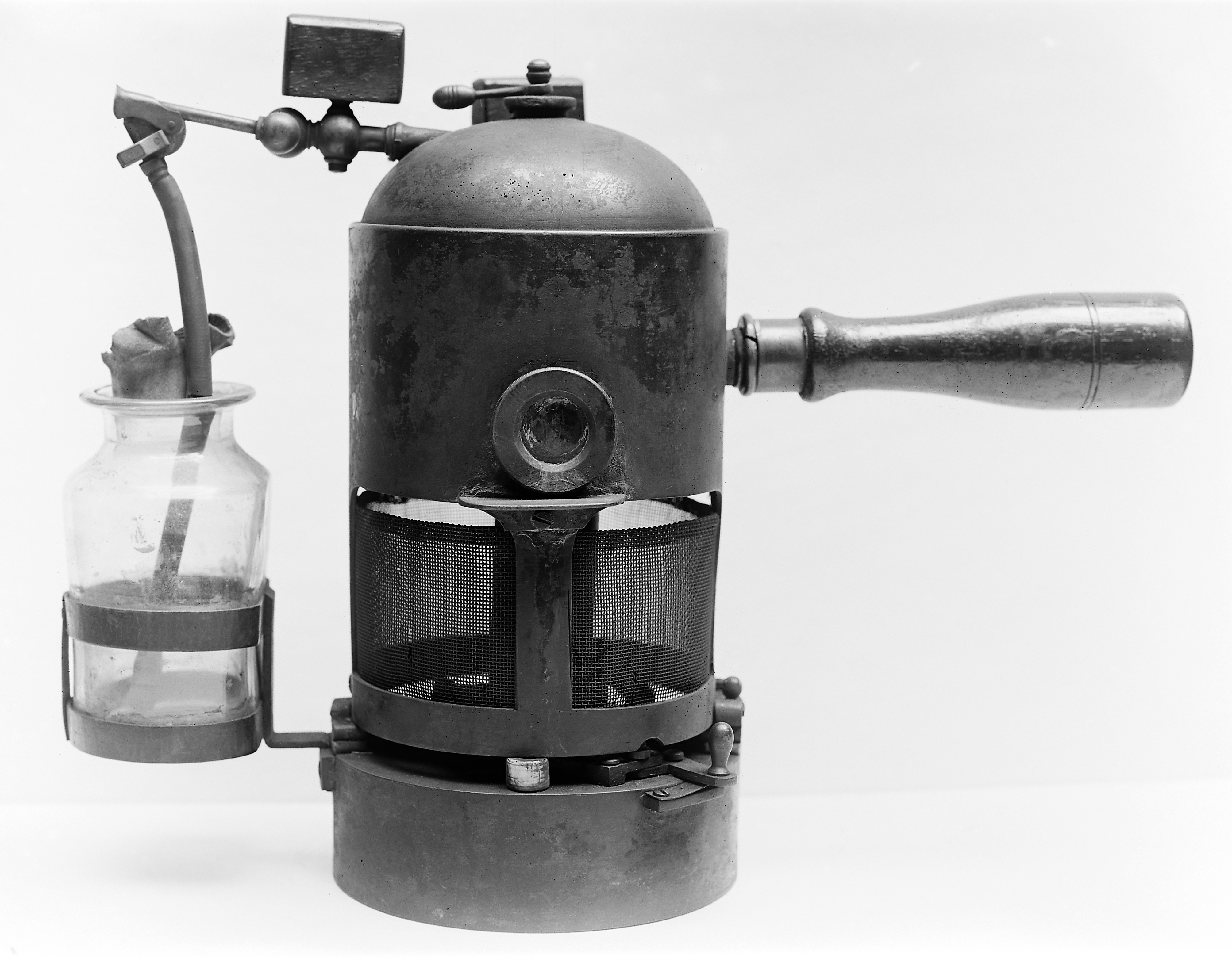
Il nebulizzatore inventato da Lister

Il metodo antisettico diede brillanti risultati anche nel trattamento degli ascessi. Ai tempi di Lister la gran parte degli ascessi aveva un andamento cronico ed era in rapporto essenzialmente con malattie della colonna vertebrale o di altre ossa; la causa più diffusa era la tubercolosi. L'esito era sempre insoddisfacente e il decesso rappresentava l'evoluzione più frequente.
Il modello operativo adottato da Lister consisteva nell'incidere gli ascessi ed evitare che il contenuto andasse incontro a putrefazione, malgrado il contatto con l'aria. Per ottenere questo risultato egli passava una garza imbevuta di acido fenico sopra e intorno alla cute sovrastante l'ascesso, quindi praticava l'incisione con un bisturi precedentemente immerso in soluzione oleosa dello stesso acido. I germi che potevano penetrare con l'aria nella cavità ascessuale venivano distrutti dall'agente antisettico.
Ad ogni modo per evitare al massimo la contaminazione settica dell'ascesso aperto, egli lo copriva con cataplasmi di acido fenico.
L'obiettivo era “attaccare” i germi atmosferici per mantenere la ferita asettica.
Prima dell'applicazione del metodo di Lister l'apertura di un ascesso era invariabilmente seguita da suppurazione, in quanto i microrganismi favorivano la decomposizione del pus che assumeva proprietà irritanti e dava luogo a suppurazione.
Nei suoi molteplici tentativi di sfruttare l'azione antisettica e di limitare gli effetti sfavorevoli dell'acido fenico, Lister iniziò verso il 1870 un nuovo esperimento clinico con uno spruzzatore. Con questo strumento egli inizialmente aspergeva una soluzione di acido fenico sulle ferite, quando ne rimuoveva la medicazione. Successivamente utilizzò lo spray per purificare l'aria delle sale operatorie e per distruggere i germi in essa fluttuanti prima che essi inquinassero la ferita. Nella sua edizione finale lo spruzzatore era costituito da un grande atomizzatore di rame azionato da un pedale, da un sottostante contenitore della soluzione posato su un tripode alto circa tre piedi. Un cannello snodabile collegato all'atomizzatore serviva per indirizzare lo spruzzo. L'intero apparato pesava circa 10 libbre ed era portato nella sala operatoria da un assistente e da un infermiere che lo azionava per tutta la durata dell'operazione. Con il passare degli anni Lister ridimensionò l'impiego di questa tecnica sino ad abbandonarla.
La ricerca di antisettici era concorrenziale all'individuazione di nuovi tipi di protezione e di bendaggio delle ferite. Egli tra l'altro utilizzò il cosiddetto “protective”, un miscuglio di materiali inerti, non irritanti e impermeabili all'acido fenico e ad altri antisettici.

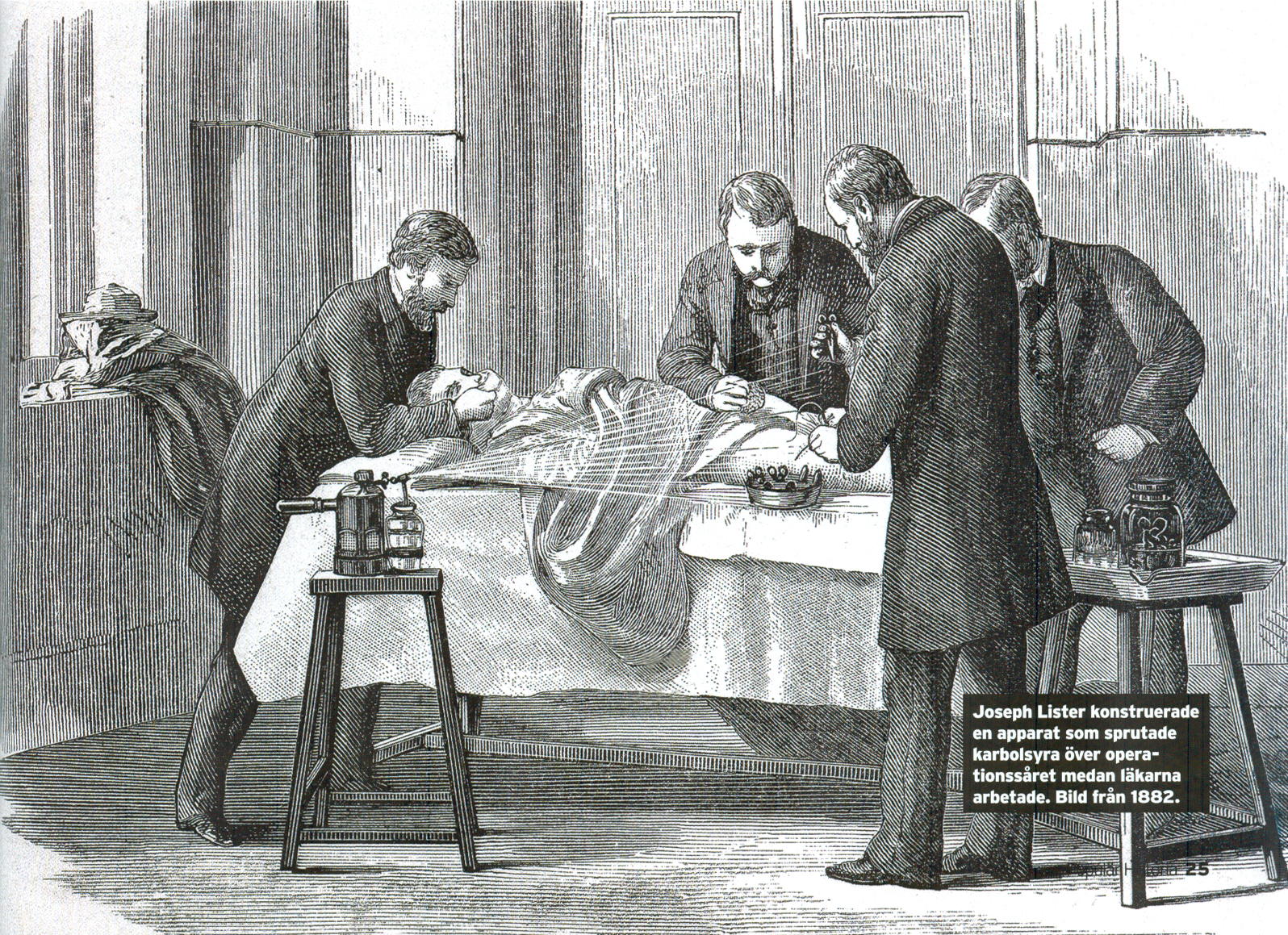
Lister nebulizza il fenolo sul campo operatorio (1882

Come egli asseriva: “Un antisettico serve per prevenire la putrefazione, il protective per escludere che l'antisettico, mediante la sua azione collaterale, tenga la ferita sotto uno stimolo abnorme, quello dell'irritazione”. Gli ingredienti del protective erano i più diversi: dal caucciù allo stagno, dai fogli dorati alla seta oliata ricoperta con vernice di coppale, dal guscio d'uovo mescolato alla gomma arabica, alla paraffina e cera, dalla guttaperca alla destrina e amido.
L'acido fenico venne da allora applicato per nebulizzazione nella preparazione degli ambienti operatori cui si cominceranno a dedicare spazi più chiusi ed isolati, ma adoperato particolarmente per lavare lo strumentario, il materiale d'uso chirurgico e le mani dei chirurghi, che cominceranno ad adoperare anche indumenti più adatti e puliti.
L'acido fenico, noto precedentemente come acido carbolico e ora denominato fenolo è un composto aromatico derivato dal benzene. Puro, si presenta sotto forma di cristalli bianchi che, per via dell'ossidazione dovuta all'ossigeno dell'aria, tendono col tempo ad assumere una colorazione gialla o rosa.
Come sottolineò Bernard Shaw, con Lister “la fine del secolo sa di acido fenico”.

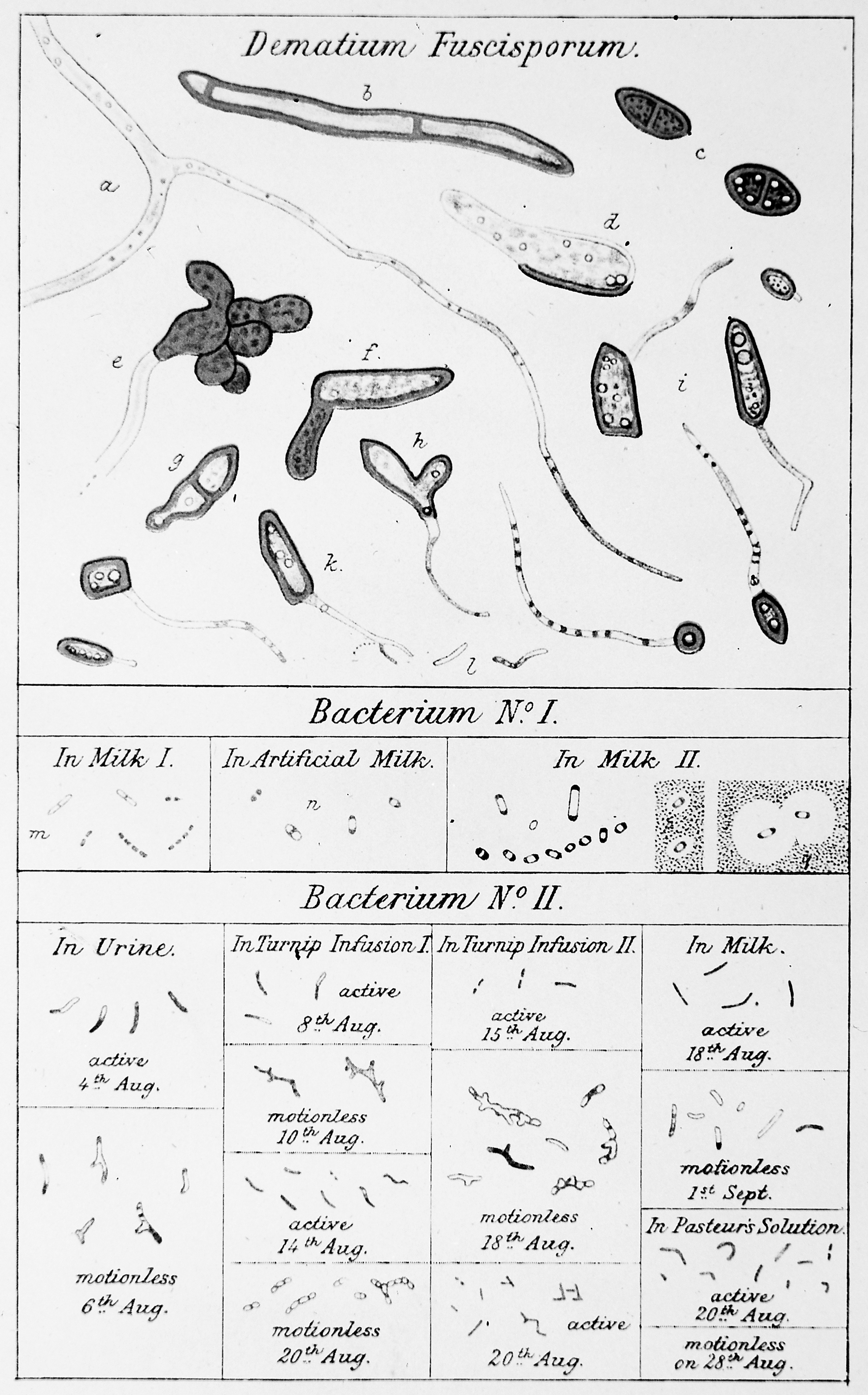
Teoria batterica della putrefazione

Passarono ancora molti anni prima che William Stewart Halsted proponesse alla Goodyear di fabbricare dei guanti in lattice da indossare durante gli interventi (utilizzati in sala operatoria nel 1890), e che venisse adottato l'uso del copricapo in sala operatoria.
L'antisepsi fece il primo passo. Quello successivo sarebbe stato il passaggio dall'antisepsi alla asepsi, fino alla scoperta della "infezione", che avrebbe cambiato la storia della chirurgia e con essa il destino di tanti pazienti. Sarebbe stato Robert Koch nel 1872 con la scoperta del bacillo del carbonchio a dare contenuto e significato a questo nuovo e rivoluzionario concetto.
Gli studi di Pasteur e di Koch attrassero in modo particolare Lister che approfondì il rapporto tra batteri e malattie e ampliò i suoi interessi nel campo della immunologia.
In quegli anni maturò l'idea della chirurgia asettica non in alternativa, ma come estensione di quella antisettica così come originariamente concepita da Lister. Il sistema antisettico tendeva a distruggere con agenti chimici i germi, sia prima sia dopo l'invasione della ferita e a prevenire l'eventuale successiva invasione da parte di microrganismi della lesione. Con l'asepsi, come lo stesso Lister intendeva, si indicava “la condizione di una ferita dalla quale è assente la sepsi”. Ciò significava assicurare la pulizia asettica senza che il materiale antisettico venisse a contatto con la ferita e utilizzando invece i mezzi antisettici per evitare che i germi inquinassero la ferita chirurgica.
La scoperta di Lister non fu accolta ovunque con consenso e plauso.
In molti ambienti, soprattutto scientifici, le sue teorie furono osteggiate e addirittura derise. La pratica dell'antisepsi era scomoda ed appariva solo come una perdita di tempo per i vecchi chirurghi che facevano della rapidità il vanto della propria arte.
Ma Lister aveva l'autorità per imporre e far rispettare, almeno nelle strutture che dirigeva, rigorose disposizioni sulla antisepsi, ed alla fine i risultati ed il tempo gli diedero ragione. Ed una meritata fama di cui almeno riuscì a godere in vita.

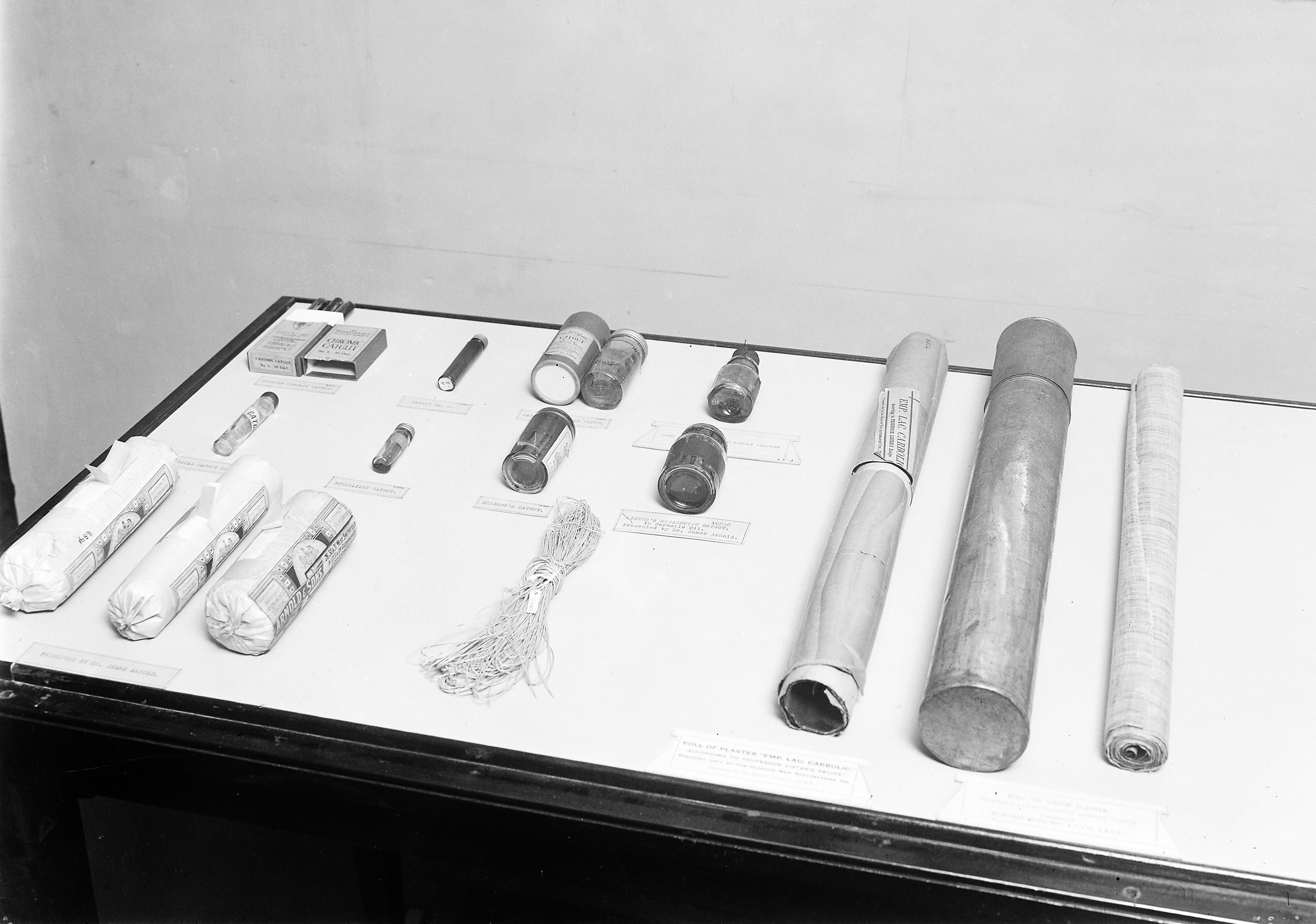
Filo di catgut appartenuto a Lister

Lister è passato alla storia come il fondatore del metodo antisettico, ma probabilmente egli sarebbe rimasto nell'ombra se prima di tutto non fosse stato un chirurgo. E la sua pratica chirurgica non si sarebbe arricchita di nuove tecniche se non avesse avuto a supporto il sistema antisettico. Egli reintrodusse nella pratica clinica la litotomia, cioè la rimozione dei calcoli del rene, considerata proibitiva dopo gli iniziali insuccessi, perché presupponeva l'apertura della cavità addominale con conseguente peritonite mortale. Migliorò l'operazione per vene varicose. Eseguì molti interventi per correggere deformità ossee conseguenti in quel tempo a malnutrizione, rachitismo e tubercolosi. Anche la chirurgia plastica ha avuto con Lister un notevole impulso. Perfezionò inoltre le fasi e i tempi dell'amputazione degli arti. Fu un innovatore nel campo delle suture delle ferite e della legatura dei vasi sanguigni: egli era convinto che non poteva esserci perfetta legatura fin a quando il materiale usato rappresentava un corpo estraneo in grado di provocare reazioni infiammatorie. Una legatura di un vaso doveva perlomeno evitare il pericolo di una emorragia secondaria alla suppurazione che poteva verificarsi intorno al filo usato. E allora per evitare la suppurazione immerse i fili di seta in acido fenico prima di utilizzarli. Successivamente introdusse l'uso del catgut che, sempre trattato con l'acido fenico, si dimostrò privo di inconvenienti.

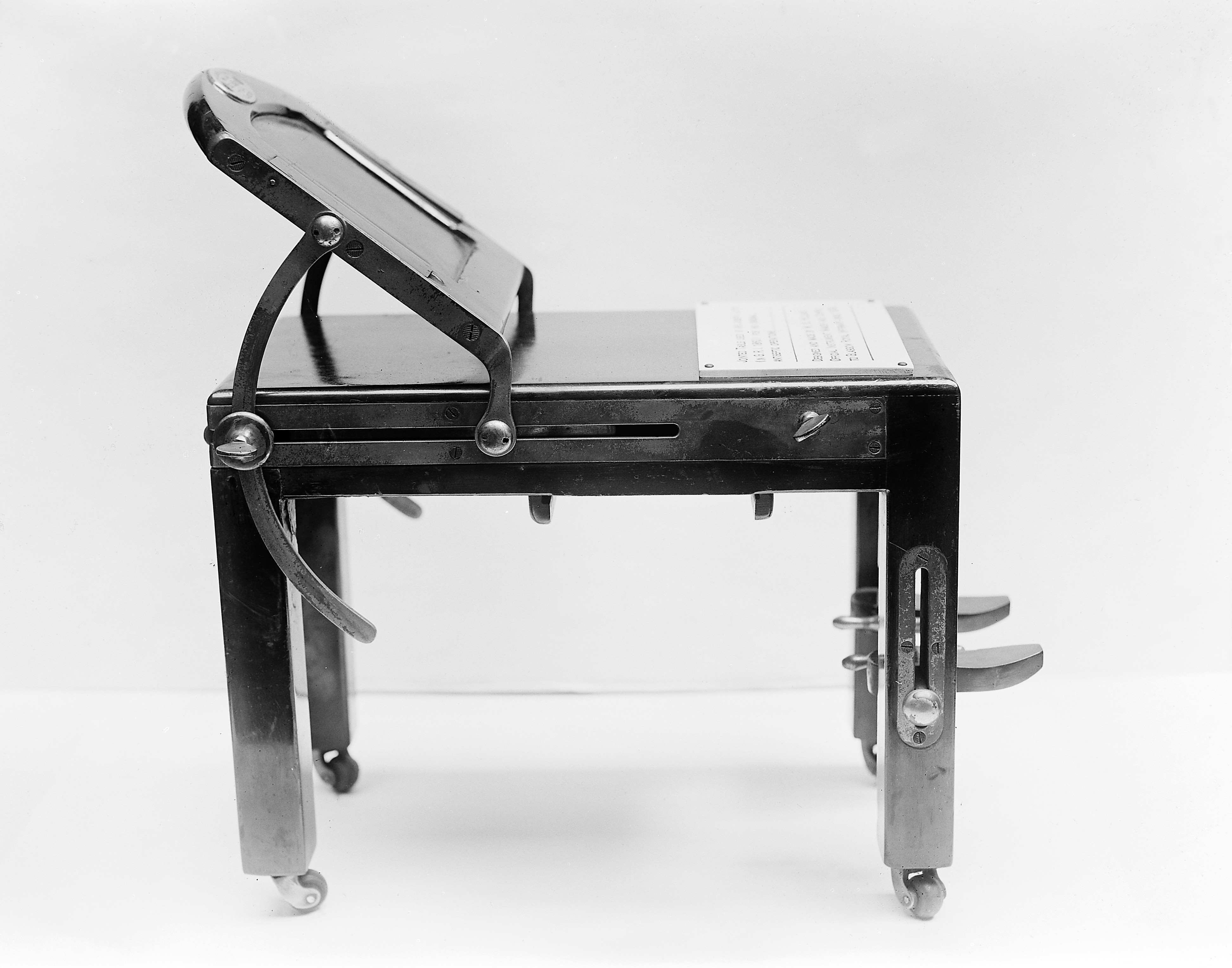
Modello di tavolo operatorio utilizzato da Lister

Un altro campo in cui il metodo antisettico diede risultati immediati e strepitosi fu il miglioramento delle condizioni igienico-sanitarie dell'ambiente ospedaliero. In un articolo pubblicato nel 1870 su The Lancet intitolato “Influenza del trattamento antisettico sulle condizioni igieniche di un reparto di chirurgia” Lister puntualizzò che la mortalità per amputazione era diminuita sensibilmente, la gangrena e la piemia erano scomparse, l'erisipela quasi completamente debellata, il tetano pressoché inesistente.

## Memoria
Lister divenne il più famoso chirurgo britannico e da tutte le parti del mondo accorsero per studiare i suoi sistemi di disinfezione. Tra i primissimi ci fu il chirurgo francese Just Lucas-Championnière che nel 1868, ancora studente, si recò a Glasgow per apprendere la nuova tecnica dallo stesso Lister. Più tardi, nel 1876, sarà il primo al mondo a pubblicare una monografia dedicata al metodo antisettico, la Chirurgie antiseptique. Principes modes d'application et résultats du pansement de Lister. Tale monografia fu successivamente tradotta in inglese.
Al padre dell'antisepsi sarà dedicato in onore il nome di un germe, la listeria, responsabile della listeriosi (malattia infettiva, che si contrae con l'ingestione di determinati prodotti, soprattutto crudi; provoca prevalentemente febbre alta, endocardite, osteomielite, colecistite, peritonite, meningite, paralisi dei nervi cranici, perdita motoria).
Nel 1885 ottenne il maggior riconoscimento scientifico che un chirurgo potesse allora desiderare: la presidenza del "Royal College of Surgeons". Nel 1897 la regina Vittoria gli elargì il titolo di baronetto.
Ebbe l'onore di essere chiamato a consulto, come massimo esperto britannico, quando Re Edoardo VII di Inghilterra, nel giugno del 1902 pochi giorni prima dell'incoronazione fu colpito da appendicite.
Dopo la sua morte fu istituito un premio per onorarne la memoria. La medaglia Lister divenne il premio più prestigioso che potesse onorare un chirurgo.

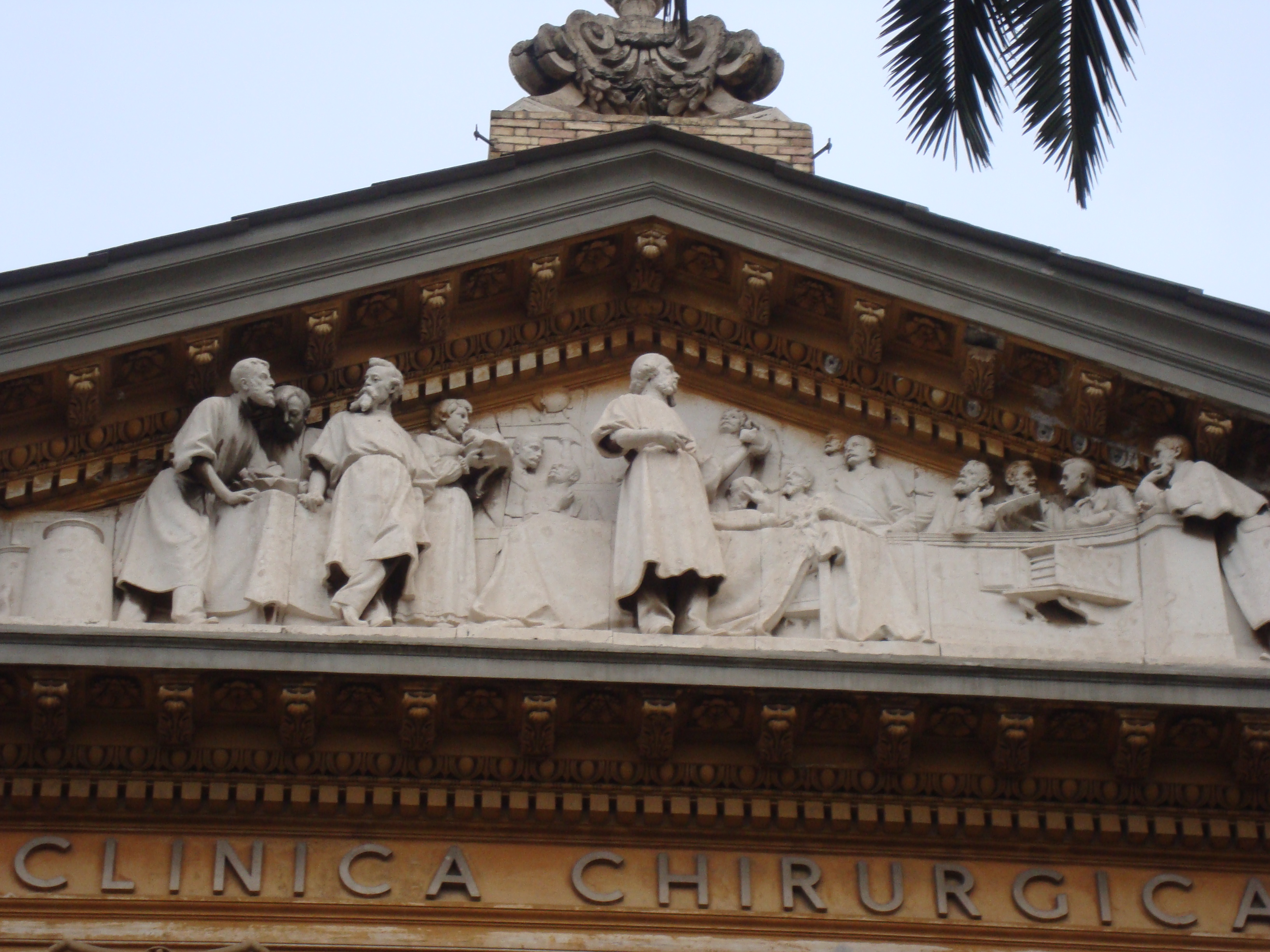
Foto del bassorilievo di Joseph Lister locato nel frontone della quarta Clinica Chirurgica del Policlinico Umberto I di Roma.

Due francobolli furono stampati nel settembre 1965 per ricordare i contributi di Lister alla chirurgia antisettica e fu coniata una moneta in suo onore.
È uno dei due soli chirurghi inglesi cui fu eretto un monumento (in Portland Place a Londra); l'altro è John Hunter. Vi è una statua di Lister a Kelvingrove Park a Glasgow, per celebrare il suo legame con la città. Un bassorilievo in marmo che ritrae Lister occupa il timpano di una delle facciate principali del Policlinico Umberto I di Roma: quello della Clinica Chirurgica. Lister, in primo piano, è in piedi a fianco di un paziente da poco operato; egli sta esponendo il caso all'uditorio, mentre i suoi assistenti sullo sfondo sono occupati in varie mansioni. Il tributo che il popolo italiano ha dato a Lister quando ormai costui era una celebrità, è più che eloquente e maggiormente significativo se si considera che il bassorilievo è stato scolpito quando egli era ancora in vita.
Il merito principale di Lister fu quello di aver applicato ai problemi chirurgici un approccio scientifico, basato sull'evidenza sperimentale.
Egli fu uno dei fondatori dell'Istituto Britannico di Medicina Preventiva, che nel 1903 fu ribattezzato in suo onore Istituto Lister.
Il nome del Listerine, marchio statunitense di prodotti per l'igiene orale, sviluppato nel 1879, deriva appunto da Joseph Lister.